# 茶谷優太
茶谷 優太（ちゃたに ゆうた、1999年3月2日 - ）は、日本の俳優。兵庫県神戸市出身。ジャパン・ミュージックエンターテインメント（オフィス24）所属。

## 来歴
報徳学園高等学校卒業後、アクション俳優を志して上京。東京放送芸術&映画・俳優専門学校俳優・女優専攻に14期生（2020年卒）として入学し、アクションを中心に幅広い経験を積む。特撮俳優になることを将来の夢としている。専門学校の同期には齊藤友暁がいる。
上京した年に専門学校の先輩である映画監督の中元雄と出会い、上京から半年で 中元が監督する映画『一文字拳 序章 最強カンフー少年対地獄の殺人空手使い』で主演のカンフー少年・一文字ユウタ役を演じ、CGや早回し、ワイヤーを使わないアクションを披露。同作はPFFアワード2018で観客賞、カナザワ映画祭2018の期待の新人監督賞グランプリを受賞し、2019年6月より2週間限定でレイトショーの劇場公開も行われた。同作は茶谷にとって初めてのアクション映画出演であり、全身全霊でアクションとアクロバット、芝居に取り組み、当時の自身が持つ全ての技術が込められていると語る。
その他の中元の監督作では『いけにえマン』、『スマホ拾っただけなのに』などでメインの役どころを演じている。
2022年1月1日、ジャパン・ミュージックエンターテインメントグループの株式会社オフィス24に移籍。

## 人物
幼少期から空手は10年、器械体操を13年の経験がある。
アクション俳優を目指したきっかけは映画『マッハ!!!!!!!!』。専門学校在学中、樋口麻美と共演する機会があり、樋口の立ち居振る舞いや芝居に大きく影響を受けたという。

## 出演

### 映画
- 映画刀剣乱舞-継承-（2019年1月18日公開、東宝映像事業部、監督：耶雲哉治）エキストラ
- 一文字拳 序章 最強カンフー少年対地獄の殺人空手使い（2019年6月22日公開、監督：中元雄） - 主演・一文字ユウタ 役
- 帰ってきた一文字拳 最強カンフーおじさん対改造人間軍団（2019年6月22日公開、監督：中元雄） - 主演・一文字ユウタ 役　※上記作品併映作
- いけにえマン（2019年10月5日公開、監督：中元雄） - ユウタ 役[12]
- TOKYOドラゴン飯店（2020年8月1日神奈川県先行公開、ライツキューブ、監督：西村喜廣）
- ある用務員（2021年1月29日公開、キグー、監督：阪元裕吾）[13] - 殺し屋斉藤 役
- 奈落の翅（カナザワ映画祭2021上映、監督：小林勇貴）
- DIVOC-12「死霊軍団 怒りのDIY」（2021年10月1日公開、ソニー・ピクチャーズ、監督：中元雄）
- 最強殺し屋伝説国岡 完全版（2021年10月8日公開、キングレコード、監督：阪元裕吾） - 雪平 役
- 宮田バスターズ（株）大長編（2021年11月20日公開、監督：坂田敦哉）

### オリジナルビデオ
- スマホ拾っただけなのに（2019年4月17日、監督：中元雄） - スズキ 役

### 短編映画
- 「最強殺し屋伝説国岡」×BBC コラボムービー（2019年、監督：阪元裕吾）
- 地獄のテレワーク 電脳戦士ヤスダ対暗黒企業（2020年、監督：中元雄） - タカハシ 役

### テレビドラマ
- ナンバMG5 第1話（2022年4月13日、フジテレビ）
- オカルトの森へようこそ（2022年7月22日、WOWOW） - カネダ役

### 配信ドラマ
- 列島制覇 -非道のうさぎ- 第1話（2022年4月16日、U-NEXTほか） - 山谷 役

### 舞台
- 在校生舞台公演『OVER SMILE』（2018年8月25日・26日、東京放送芸術&映画・俳優専門学校 1階特設ステージ） - バ・タク 役[14]
- Over Smile（2018年9月12日 - 17日、CBGKシブゲキ!!）アンサンブル[15]
- オーケストラと、ともに奏でる ミュージカル名曲 ガラコンサート（2018年10月13日、浦安音楽ホール ハーモニーホール）アンサンブルコーラス
- 14期進級公演 舞台『大阪ぎらい物語』（2019年1月27日・28日、東京放送芸術&映画・俳優専門学校 1階特設ステージ）Bキャスト[16]
- 14期生舞台公演 ミュージカル『ウエストサイド物語』（2019年8月24日 - 26日、東京放送芸術&映画・俳優専門学校 1階特設ステージ） - リフ 役
- ミュージカル「鏡の法則」（2019年9月18日 - 30日、東京映画・俳優&放送芸術専門学校 1階特設ステージ）男性アンサンブル[注 1][17]
- 舞台 PSYCHO-PASS サイコパス Virtue and Vice 2（2020年11月20日 - 29日、明治座 / 12月3日 - 6日、COOL JAPAN PARK OSAKA WWホール）アンサンブル[18]
- 舞台「池袋ウエストゲートパーク」THE STAGE（2021年6月25日 - 27日、豊洲PIT / 2021年7月1日 - 4日、シアター1010）アンサンブル
- MANKAI STAGE『A3!』
  - Troupe LIVE～SPRING 2021（2021年8月18日 - 22日、TACHIKAWA STAGE GARDEN）サポートメンバー[19]
  - Troupe LIVE～SUMMER 2021～（2021年10月26日 - 31日、KAAT神奈川芸術劇場 ホール）サポートメンバー[20]
- 舞台「BASARA」（2022年1月13日 - 23日、シアターサンモール）榊 役[21] [22]
- 舞台『魔法使いの約束』第3章（2022年4月29日 - 5月8日、天王洲 銀河劇場 / 5月13日 - 15日、アイプラザ豊橋 / 5月20日 - 22日、京都劇場）POW-ers[23]
- 劇団『ドラマティカ』ACT2／Phantom and Invisible Resonance（2022年6月24日 - 7月3日、品川プリンスホテル ステラボール / 7月8日 - 10日、東大阪市文化創造館 Dream House 大ホール / 7月14日 - 24日、京都劇場）アンサンブル[24][25]
- Regulation's High-Second-（2023年10月18日 - 22日、中目黒キンケロ・シアター） - 風間 役[26][27]
- ミュージカル『スウィーニー・トッド フリート街の悪魔の理髪師』（2024年3月9月 - 30日、東京建物 Brillia HALL）[28]
- NLTプロデュース『真夜中の戦士』（2024年11月23日 - 12月1日、すみだパークシアター倉）[29]
- 舞台『WIND BREAKER』（2025年1月3日 - 5日〈予定〉、COOL JAPAN PARK OSAKA WWホール / 1月10日 - 19日〈予定〉、シアターH） - 鹿沼稔 役[30]
- ミュージカル『刀剣乱舞』〜坂龍飛騰〜（2025年3月23日 - 30日、TOKYO DOME CITY HALL / 4月5日 - 26日、箕面市立文化芸能劇場 大ホール / 5月2日 - 11日、TOKYO DOME CITY HALL）[31]